# James Collinson
James Collinson né le 9 mai 1825 à Mansfield et mort le 24 janvier 1881 à Camberwell est un peintre britannique victorien, membre de la fraternité préraphaélite de 1848 à 1850.

## Biographie
Le père de James Collinson est un libraire. James entre à l'École d'Académie Royale et a comme collègue et ami Dante Gabriel Rossetti .James Collinson est un chrétien attiré par les aspects du préraphaélisme liés à la dévotion et à l'église. Converti au catholicisme, Collinson revient à la foi anglicane pour épouser Christina Rossetti, mais sa conscience le pousse à retourner au catholicisme et à rompre son engagement matrimonial. Lorsque le tableau de Millais intitulé Le Christ dans la maison de ses parents est accusé de blasphème, Collinson démissionna de la fraternité préraphaélite.
Durant sa période préraphaélite, Collinson écrit un long poème dévot et de nombreuses œuvres religieuses, dont "La renonciation de Sainte Elizabeth de Hongrie" (1850). Après sa démission, Collinson prit la route de la prêtrise en étudiant au Jesuit College, mais il cesse ses études avant leur fin.
Revenant alors à sa carrière artistique, il peint de nombreuses peintures profanes, parmi lesquelles les plus connues sont To Let et For Sale, qui montrent joyeusement de jolies femmes dans des situations qui suggèrent une tentation morale.
Il a été secrétaire de la Royal Society of British Artists de 1861 à 1870.